# Asteroide de tipus V
Els espectres dels asteroides de tipus V o vestoides, són similars a la de 4 Vesta, de molt, l'asteroide més gran d'aquesta classe (d'aquí el nom).
Una gran part té elements orbitals similars als de 4 Vesta, ja sigui prou a prop per ser part de la família Vesta, o que tenen excentricitats i inclinacions similars, però amb un semieix major s'estén entre aproximadament 2,18 ua i el 3:1 buit de Kirkwood a 2.50 ua. Això suggereix que la majoria o la totalitat d'ells es van originar com a fragments de l'escorça de Vesta, possiblement van esclatar per un sol impacte molt gran en algun moment de la seva història. L'enorme cràter de l'hemisferi sud a Vesta és el candidat ideal per al lloc de l'impacte
Els asteroides de tipus V són moderadament brillants, i bastant similars a la del tipus S més comuns, que també es componen de plaques de ferro pedregoses i les condrites ordinàries. Aquest tipus força estrany d'asteroides conté més piroxè que la del tipus S.
L'espectre electromagnètic té una característica d'absorció molt forta de longitud d'ona de 0,75 μm, una altra característica al voltant d'1 μm i és per sota molt vermella de 0,7 μm. L'espectre de longitud d'ona visible dels asteroides de tipus V (incloent-hi 4 Vesta) és similar als espectres de acondrítics basàltiques dels meteorits HED.
Un tipus J ha estat suggerit per asteroides que té una banda d'absorció d'1 μm particularment forta semblant a la dels meteorits de diogenita, probable que es deriva de parts més profundes de l'escorça de 4 Vesta.

## Distribució
La gran majoria dels asteroides de tipus V són membres de la família de Vesta juntament amb el mateix Vesta. Hi ha alguns Mart creuen com 9969 Braille, i alguns objectes propers a la Terra com 3908 Nyx.
També hi ha un grup dispers d'objectes en el veïnatge general de la família de Vesta però no en forma part. Aquests inclouen:
- (809) Lundia — Òrbites de la regió de la família Fauna
- (956) Elisa
- (1459) Magnya
- (2113) Ehrdni
- (2442) Corbett
- (2566) Kirghizia
- (2579) Spartacus — Conté una porció significativa d'olivina, el que pot indicar l'origen més profund dins de Vesta que altres tipus V.
- (2640) Hallstrom
- (2653) Principia
- (2704) Julian Loewe
- (2763) Jeans
- (2795) Lepage
- (2851) Harbin
- (2912) Lapalma
- (3849) Incidentia
- (3850) Peltier — Òrbites de la regió de la família Fauna
- (3869) Norton
- (4188) Kitezh
- (4278) Harvey — Membre de la família Baptistina.
- (4434) Nikulin
- (4796) Lewis
- (4977) Rauthgundis
- (5379) Abehiroshi